# Votorantim
Votorantim ist ein Município im Südwesten des Bundesstaates São Paulo in Brasilien. In Votorantim wohnten im Jahr 2019 schätzungsweise 122.480 Einwohner.

## Geschichte
Die Gegend um Votorantim wurde Mitte des siebzehnten Jahrhunderts besiedelt. Im Jahr 1679 errichtete man dort eine Kapelle. Der portugiesische Einwanderer Antônio Pereira Inácio gründete im Jahr 1918 in der Stadt das brasilianische Unternehmen Grupo Votorantim. In den späten 1950er Jahren lebten in der Stadt etwa 15.000 Menschen. Am 1. Dezember 1963 wurde Votorantim mit einem Referendum ein Municipio. Die ersten Kommunalwahlen fanden danach am 7. März 1965 statt. Erster Bürgermeister wurde Pedro Augusto Rangel.

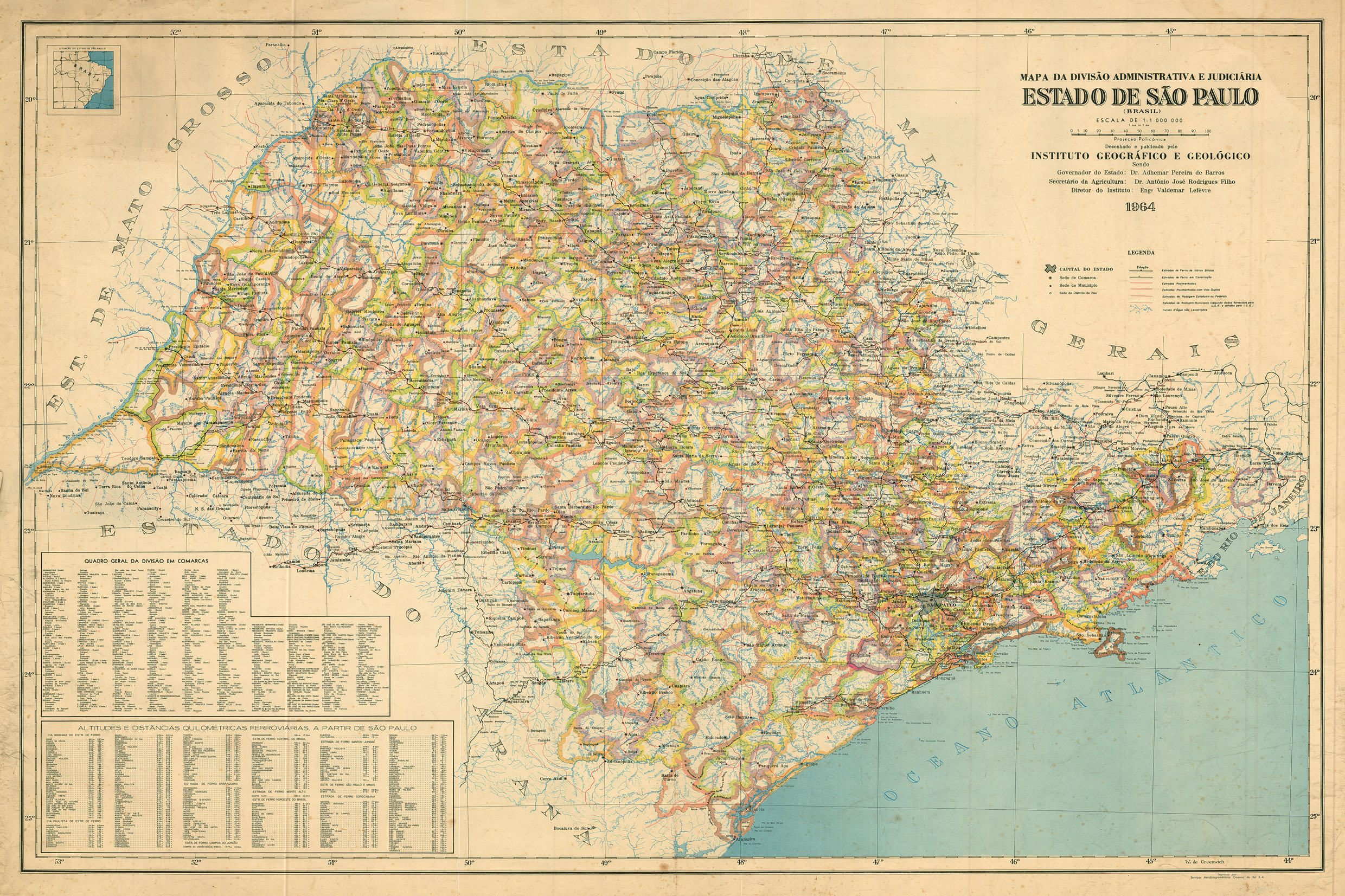
Karte des Bundesstaates São Paulo (1964).

## Söhne und Töchter der Stadt
- William Amorim (* 1991), Fußballspieler
- Lauren (* 2002), Fußballspielerin